# NGC 4429
NGC 4429 هي مجرة محدبة تبعد حوالي 55 مليون سنة ضوئية تقع في كوكبة العذراء. تميل NGC 4429 على ميل حوالي 75 درجة مما يعني أن المجرة مائلة تقريبا من الأرض. تم اكتشافها من قبل عالم الفلك ويليام هيرشيل في 15 مارس 1784. والمجرة هي عضو في مجموعة عنقود العذراء المجري.

## الخصائص الفيزيائية
يحتوي NGC 4429 على قرص صغير وأيضا ربما قرص نجمي دائري. قد يكون القرص النجمي الدائري قد شكل بسبب إنفعال الغاز من المركز عند اندماج المجرات. ومع ذلك لا تظهر أي علامات على اضطراب الجاذبية، والاندماج قد يكون حدث منذ فترة طويلة في الماضي.
يتم تضمين القرص الغبار والقرص النجمي انتفاخ مشرق سداسي الشكل يشبه NGC 7020. المنطقة لديها أقواس مشرقة بالقرب من محورها الرئيسي ولكن لا يوجد «بقع أو نقط» كما في NGC 7020. المنطقة أيضا إلى حد ما تشبه الحلقة.

### وسط نجوم NGC 4429
قد تفقد NGC 4429 جزءا كبيرا من غازها بسبب ضغط الدفع.

### المعادن
المناطق المركزية من NGC 4429 هي مفرطة أو فائضة في عنصر المغنيسيوم.

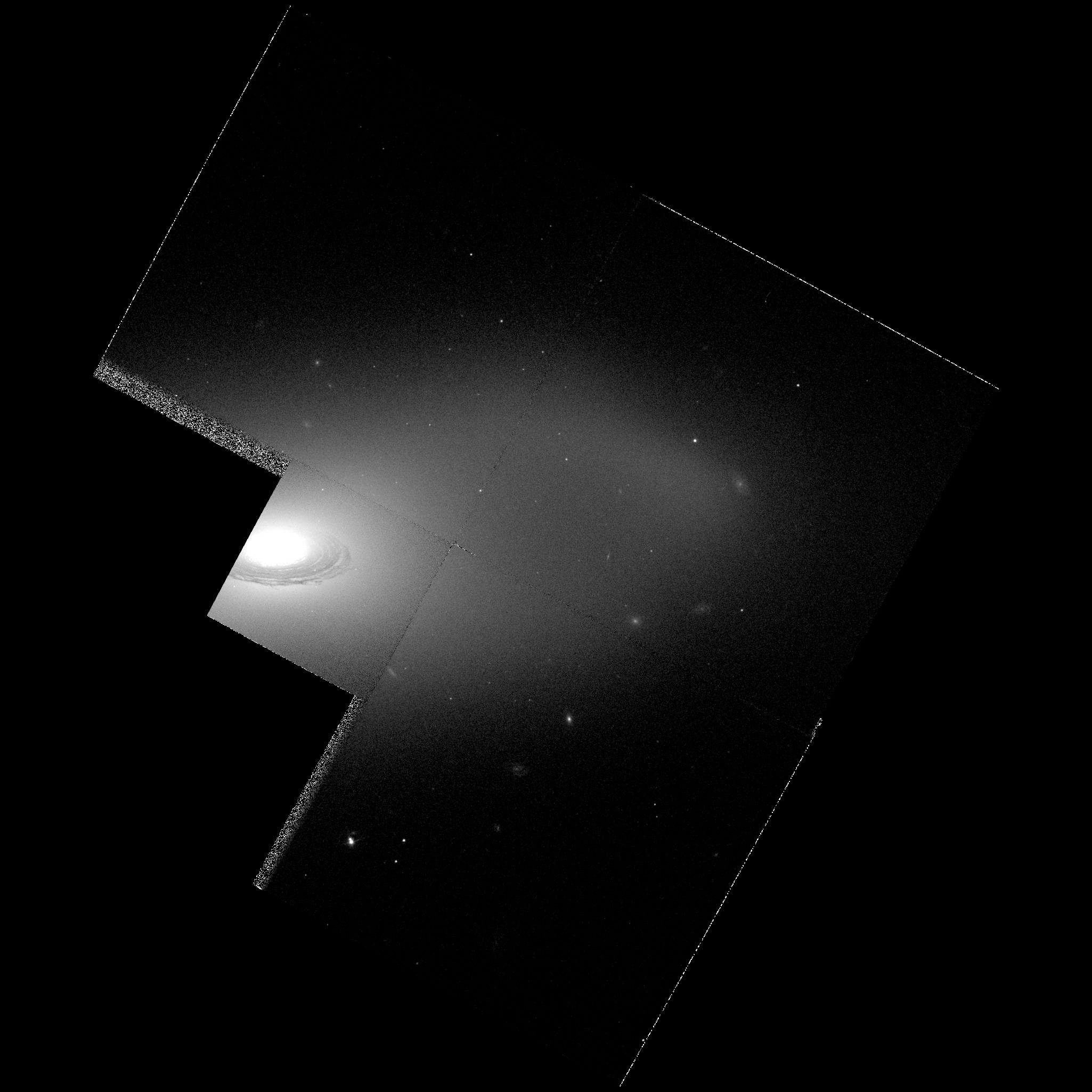
صورة NGC 4429.

## وصلات خارجية
- NGC 4429 على موقع ويكي سكاي: DSS2, SDSS, GALEX, IRAS, Hydrogen α, X-Ray, Astrophoto, Sky Map, Articles and images